# ماری سومروایل
ماری فیرفکس سومروایل (به انگلیسی: Mary Somerville) (۲۶ دسامبر ۱۷۸۰ – ۲۸ نوامبر ۱۸۷۲) دانشمند همه‌چیزدان و نویسندهٔ مقالات علمی اهل اسکاتلند بود. او در دورانی زندگی می‌کرد که مشارکت‌های زنان در علم دلسردکننده بود. او ریاضیات و نجوم را آموخت و دومین دانشمند زنی بود که در انگلستان پس از کارولین هرشل به رسمیت شناخته شد.
ماری دختر دریادار سر ویلیام جورج فیرفکس بود و در ۲۶ دسامبر ۱۷۸۰ در جدبورگ، اسکاتلند به دنیا آمد. او آموزش مجزا دید و در نهایت پس از پایان مدرسه بر جبر و اقلیدس تسلط کامل داشت. در سال ۱۸۰۴ او با یکی از بستگان خود که کنسول روسیه در لندن بود، کاپیتان ساموئل گریج، ازدواج کرد. ساموئل گریج در سال ۱۸۰۷ درگذشت. آن‌ها دو فرزند داشتند.
پس از مرگ شوهرش این آزادی برای او به ارث رسید که علایق فکری خود را دنبال کند. در سال ۱۸۱۲ او با پسر عموی دیگر خود، دکتر ویلیام سومروایل (۱۷۷۱–۱۸۶۰) که بازرس هیئت پزشکی در ارتش بود، ازدواج کرد. شوهر ماری، او را تشویق کرد تا کمک‌های قابل توجهی به علوم فیزیکی بکند. او صاحب چهار فرزند دیگر شد.
ماری سومروایل در سال ۱۸۳۱ کتاب مکانیسم آسمان‌ها (The Mechanism of the Heavens) را به چاپ رساند که یک موفقیت بزرگ به حساب می‌آمد.